# Cuban Fury
Cuban Fury, distribuito in televisione anche come Furia cubana, è un film del 2014 diretto da James Griffiths.
Costato circa un milione di sterline, ne fece incassare tre volte tanto. È riconosciuto come una delle miglior 10 commedie inglesi del nuovo Millennio

## Trama
L'ex campione giovanile di salsa Bruce, costretto a smettere in quanto oggetto di bullismo, è attualmente un triste ingegnere. Finché un giorno scopre che il suo capo Julia, di cui è invaghito, è una appassionata danzatrice. La voglia di flirtare gli farà riscoprire l'antica passione.